# فرودگاه تیرا
فرودگاه تیرا  (به انگلیسی: Téra Airport) یک فرودگاه همگانی است . این فرودگاه در کشور نیجر قرار دارد .